# Foxford
Foxford (iriska: Béal Easa) är en ort i republiken Irland.   Den ligger i grevskapet Maigh Eo och provinsen Connacht, i den nordvästra delen av landet, 200 km väster om huvudstaden Dublin. Foxford ligger 48 meter över havet och antalet invånare är 1 326.
Terrängen runt Foxford är platt söderut, men norrut är den kuperad. Runt Foxford är det ganska glesbefolkat, med 29 invånare per kvadratkilometer. Närmaste större samhälle är Ballina, 15,5 km norr om Foxford. Trakten runt Foxford består i huvudsak av gräsmarker.